# Radiacja adaptacyjna

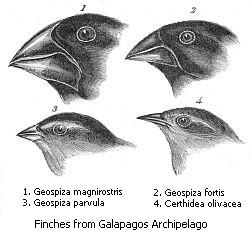
Zróżnicowanie kształtu dzioba u 4 gatunków zięb Darwina jako adaptacja do różnych źródeł pokarmowych

Radiacja adaptacyjna, radiacja adaptatywna, radiacja przystosowawcza – gwałtowna radiacja ewolucyjna, polegająca na rozprzestrzenieniu się jednolitej grupy organizmów o wspólnym pochodzeniu do różnych nisz ekologicznych przy jednoczesnym zróżnicowaniu cech u form potomnych. W wyniku radiacji adaptacyjnej z jednolitej grupy wyjściowej (zwykle gatunku) powstaje wiele innych, przystosowanych do życia w różnych środowiskach. 
Za klasyczne przykłady radiacji adaptacyjnej uważane jest różnicowanie się ssaków po wymarciu dinozaurów, zięby Darwina, endemiczne rośliny z rodzaju Dubautia (Asteroideae) na Hawajach oraz wargaczowców z rodzin pielęgnicowatych i wargaczowatych.